# 直接空氣捕獲
直接空氣捕獲（英語：Direct air capture）是一種減碳技術，這個技術能直接從空氣中移除二氧化碳，藉由使用液態或是固態捕捉劑，將通過機器的空氣中的二氧化碳攔截並儲存下來。

## 捕捉劑

### 液態捕捉劑
藉由液體溶劑，例如氫氧化鉀（KOH）溶液，使空氣中的二氧化碳與其發生反應產生碳酸鉀（K₂CO₃），再利用氫氧化鈣（Ca(OH)₂）和碳酸鉀的反應以產生碳酸鈣（CaCO₃，又稱石灰石）。

### 固態捕捉劑
風扇會將空氣吸進收集器內，空氣會接著通過濾網並黏住二氧化碳。接著，收集器會關閉並將升溫至80-100℃，這時，二氧化碳會變成蒸氣排出收集器，再儲存起來或直接使用於合成其他物質。